# Insula Aves
Insula Aves (care înseamnă în limba spaniolă „Insula Păsărilor” se află în Marea Caraibilor și este Proprietatea Federală (Dependencias Federales), un teritoriu special al Venezuelei, are aproximativ 4,5 ha și se află la aproximativ 110 km de Guadelupa și Dominica.
Coordonatele insulei: 15°40′N 63°36′V / 15.667°N 63.600°V